# Josef Brunner (Politiker, 1861)

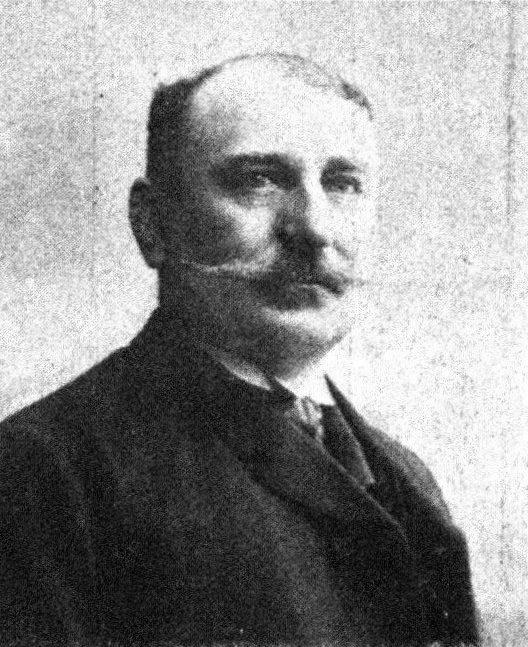
Josef Brunner

Josef Brunner (* 9. September 1861 in Höflein (Hevlín), Mähren; † 25. November 1941 ebenda) war ein österreichischer Politiker der Deutschen Agrarpartei.

## Ausbildung und Beruf
Nach dem Besuch einer zweiklassigen Volksschule wurde er Landwirt, Bäckermeister und Gemischtwarenhändler in Höflein an der Thaya. 

## Politische Funktionen
- 1907–1918: Abgeordneter des Abgeordnetenhauses im Reichsrat (XI. und XII. Legislaturperiode), Wahlbezirk Mähren (deutsch) 19, Deutscher Nationalverband (Deutsche Agrarpartei)
- Ausschussmitglied der deutschen Sektion des Landeskulturrates von Mähren
- Obmannstellvertreter des deutschen landwirtschaftlichen Bezirksvereines in Joslowitz und Znaim

## Politische Mandate
- 21. Oktober 1918 bis 16. Februar 1919: Mitglied der Provisorischen Nationalversammlung, DnP